# Источна конференција (НХЛ)
‎
Источна конференција је једна од две конференције у НХЛ-у. Сачињена је од две дивизије од по осам тимова (укупно 16).
На крају регуларног дела сезоне осам тимова иде у плеј оф. Прва три тима из сваке дивизије пласирају се у плеј оф и они добијају позиције 1, 2 и 3 у својим дивизијама. Тимови пласирани на позиције 7 и 8 у конференцији такође иду у плеј оф са вајлд кард позиција (седмопласирани тим у конференцији добија позицију вајлд кард 1 а осмопласирани вајлд кард 2). Тимови се у првом колу плејофа укрштају тако што бољи од шампиона дивизија према лигашкој табели иде на тим са вајлд кард 2 позиције док други шампион иде на тим са вајлд кард 1 позиције. Другопласирани тимови у дивизијама укрштају се са трећепласираним из своје дивизије. Победник конференцијског финала се пласира у финале НХЛ лиге.

## Дивизије
| МЕТРОПОЛИТЕН | МЕТРОПОЛИТЕН                                   |  | АТЛАНТИК                              | АТЛАНТИК |
| ------------ | ---------------------------------------------- |  | ------------------------------------- | -------- |
|              | ВАШИНГТОН КАПИТАЛСИ Вашингтон Д.Ц.             |  | БАФАЛО СЕЈБЕРСИ Бафало, Њујорк        |          |
|              | КАРОЛИНА ХАРИКЕНСИ Рали, Северна Каролина      |  | БОСТОН БРУИНСИ Бостон, Масачусетс     |          |
|              | КОЛАМБУС БЛУ ЏЕКЕТСИ Коламбус, Охајо           |  | ДЕТРОИТ РЕД ВИНГСИ Детроит, Мичиген   |          |
|              | ЊУ ЏЕРЗИ ДЕВИЛСИ Њуарк, Њу Џерзи               |  | МОНТРЕАЛ КАНАДИЈЕНСИ Монтреал, Квебек |          |
|              | ЊУЈОРК АЈЛЕНДЕРСИ Њујорк Сити, Њујорк          |  | ОТАВА СЕНАТОРСИ Отава, Онтарио        |          |
|              | ЊУЈОРК РЕНЏЕРСИ Њујорк Сити, Њујорк            |  | ТАМПА БЕЈ ЛАЈТНИНГСИ Тампа, Флорида   |          |
|              | ПИТСБУРГ ПЕНГВИНСИ Питсбург, Пенсилванија      |  | ТОРОНТО МЕЈПЛ ЛИФСИ Торонто, Онтарио  |          |
|              | ФИЛАДЕЛФИЈА ФЛАЈЕРСИ Филаделфија, Пенсилванија |  | ФЛОРИДА ПАНТЕРСИ Санрајз, Флорида     |          |

## Стенли купшампиони
- 1975/76. - Монтреал канадијанси
- 1976/77. - Монтреал канадијанси
- 1977/78. - Монтреал канадијанси
- 1978/79. - Монтреал канадијанси
- 1981/82. - Њујорк ајландерси
- 1982/83. - Њујорк ајландерси
- 1985/86. - Монтреал канадијанси
- 1990/91. - Питсбург пенгвинси
- 1991/92. - Питсбург пенгвинси
- 1992/93. - Монтреал канадијанси
- 1993/94. - Њујорк ренџерси
- 1994/95. - Њу Џерзи девилси
- 1999/00. - Њу Џерзи девилси
- 2002/03. - Њу Џерзи девилси
- 2003/04. - Тампа беј лајтнингси
- 2005/06. - Каролина харикенси
- 2008/09. - Питсбург пенгвинси
- 2010/11. - Бостон бруинси
- 2015/16. - Питсбург пенгвинси
- 2016/17. - Питсбург пенгвинси